# Fortificacions de la guerra civil (Palafrugell)
Les Fortificacions de la guerra civil són una obra de Palafrugell (Baix Empordà) protegida com a bé cultural d'interès local. Es van construir en motiu de la Guerra Civil Espanyola.

## Descripció
Dins del terme municipal de Palafrugell es conserva la construcció d'un cota de defensa fixa, composta per dues estructures amb l'objectiu de controlar l'accés des del mar al pla de Palafrugell.
En la posició més avançada s'hi troben dos nius de metralladora connectats per una trinxera. El seu estat de conservació és, excepte l'entrada d'un d'ells, on ha cedit una paret de protecció. El creixement descontrolat de la vegetació cobreix, en alguns llocs aquestes construccions.
En un punt situat més a l'interior, concretament en el Puig-rodó, s'hi conserva un túnel excavat a la muntanya, amb una entrada encarada al sud-oest i una altra al nord-oest, ambdues de mig punt i reforçades amb obra de rajola. En aquest túnel, tallat a la roca, s'obre un habitacle més ampli. L'estat de conservació és força bo, però els accessos s'han anat colgant rebaixant l'alçada de les entrades.
També es conserva, en aquesta estructura del Puig-rodó, la base de formigó que sostenia un tancament de filferros per protegir una trinxera. Aquest mur es conserva en la part sud sud-oest de la muntanya, caldria un estudi més profund per determinar si va envoltar tot el puig en el moment de la seva construcció.
Davant de l'entrada encarada a sud-oest i al nivell del mur de tancament s'obre un espai circular, probablement per ubicar-hi una bateria.
En un punt d'aquest mur hi ha gravades les lletres FAI.

## Història
Francesc Torres, antic membre de les brigades encarregades de les construccions refugis, trinxeres, i elements de defensa explica que després del bombardeig de Roses, l'octubre de 1936, per part del "Canarias" a Palafrugell. Vila majoritàriament progressista i d'esquerres, es produí una gran commoció i el pànic s'apoderà ben aviat de tothom. Immediatament s'iniciaren les tasques de fortificació i de defensa de la vila amb l'obertura d'anells i franges de trinxeres que dominaven tots els accessos procedents de les platges, amb nius de metralladores, búnquers i refugis antiaeris. Intervingueren en aquestes obres diverses persones empresonades per les seves idees polítiques.
A més de trinxeres defensives en ziga-zaga a diferents llocs de la vila (Camp d'en Prats, pati de l'escola Torres Jonama, els Tres Pins de Calella, etc) el senyor Francesc Torres ens informa personalment que es construí un refugi antiaeri al carrer Cases Noves, just davant de l'antiga fàbrica Torres Jonama. En aquesta fàbrica, que es col·lectivitzà per situar-hi el gremi de paletes, fusters. S'adaptà una sala per escolaritzar els nens refugiats de Palafrugell procedents de diversos llocs de l'estat Espanyol. El refugi antiaeri, situat al davant d'aquesta escola tenia dues entrades i un túnel d'evacuació. Es conservà fins a la construcció de la urbanització de les Torretes.
Aquest va ser l'únic refugi construït expressament com a tal. En cas de perill d'un atac aeri, els llocs indicats a la població per a refugiar-se eren masos dels afores del nucli urbà, i l'església, a la qual s'hi practicà una obertura en el mur per a facilitar l'accés.
Igualment se sap que algunes famílies s'havien fet refugis particulars, foradant soterranis a les seves cases. No hi ha constància que actualment se'n conservi cap.